# Меллер-Закомельский, Пётр Иванович
Барон Петр Иванович Ме́ллер-Закоме́льский (28 октября (8 ноября) 1755, Санкт-Петербург — 9 (21) июня 1823, Минеральные Воды) — русский военачальник, генерал от артиллерии (1814), военный министр (1819-1823).

## Биография
Родился в семье генерал-аншефа Ивана Ивановича Меллера, получившего 6 декабря 1788 титул барона и фамилию Меллер-Закомельский в связи с отличием при взятии турецкой крепости Очаков. Образование получил в Артиллерийском и Инженерном шляхетском корпусе.
- 1769. 30 ноября начал службу прапорщиком с назначением адъютантом при своем отце[2].
- Принимал участие в двух русско-турецких войнах (1768—1774 и 1788—1791)
- 1788. 16 декабря За отличия при штурме Очакова награждён орденом Святого Георгия 4-й степени
- 1772. 1 января служил в Инженерном корпусе
- 1773. 5 июня адъютант Бомбардирского полка.
- Участник русско-турецкой войны 1787—1791
- Участник подавления Польского восстания 1794
- 1775. 1 января произведен в генерал-майоры
- 1796. 29 ноября шеф Нарвского драгунского полка
- 1797. 7 октября уволен в отставку
- 1802. 7 марта вновь принят на службу с чином генерал-лейтенанта и назначен присутствующим в Артиллерийской экспедиции.
- 1805. В сражении при Аустерлице командовал артиллерией 1-й армии.
- 1807 — командир 10-й пехотной дивизии.
- 1807. 12 декабря назначен членом Военной коллегии и управляющим Артиллерийской экспедицией.
- 1808. 19 января инспектор всей артиллерии
- 1808—1810 одновременно заведующий Провиантским департаментом. Один из ближайших сотрудников А. А. Аракчеева.
- 1812. 28 февраля директор Артиллерийского департамента Военного министерства. Многое сделал для развития и совершенствования русской артиллерии накануне Отечественной войны 1812 г. С началом войны принял от М.И. Кутузова командование Петербургским и Новгородским ополчениями, находился при 1-й армии и принял участие в боевых действиях.
- 1813—1814 при Резервной армии занимался формированием артиллерийских резервов.
- 1815. 27 апреля командующий Резервной армией.
- 1819, 6 мая - 1823, 14 марта военный министр.
- 1819. 23 ноября сенатор.
- 1819. 2 декабря член Государственного совета.
- В марте 1823 отправлен в бессрочный отпуск на лечение.
- Погребён на Волковом лютеранском кладбище. Могила утрачена[3].

## Награды
- Орден Святого Георгия 4-й степени «за отличную храбрость, оказанную при атаке крепости Очакова» (14.04.1789)
- Орден Святой Анны 1-й степени (24.02.1806)
- Орден Святого Владимира 2-й степени (12.12.1807)
- Орден Святого Александра Невского (24.04.1809)
- Орден Святого Владимира 1-й степени «за труды, понесенные в продолжение настоящей войны скорым доставлением в действующую армию исправной артиллерии и различного рода запасов артиллерийских» (10.01.1814)
- Алмазные знаки к ордену Святого Александра Невского «за усердную службу и труды, понесенные по резервной армии и за исправность артиллерии, как в действующих войсках, так и представленную в Варшаве» (20.11.1815)

## Семья
Был женат на баронессе Софье Петровне Кнутсен (1774—1851), дочери бригадира Петра Кнутсена; 12 января 1816 года была пожалована орденом Святой Екатерины 2 степени. В браке была дочь и семь сыновей:
- Карл (1795—1817), штабс-капитан лейб-гвардии, адъютант великого князя Константина Павловича. Покончил жизнь самоубийством, князь Вяземский писал: «В ночь застрелился молодой Миллер, сын Петра Ивановича. Он оставил письма, в которых сказывает, что застрелился потому, что надоело ему жить и что чувствует свою близкую кончину».
- Егор (1798—1863), надворный советник, женат на Екатерине Николаевне Шидловской (1798—после 1863), дочери коллежского асессора Николая Романовича Шидловского. В своем имении в селе Кунье (Изюмского уезда) создала великолепный парковый комплекс с трехэтажным дворцом с библиотекой и картинной галереей. .
- Фёдор (1799—1855), ротмистр в Оренбургском уланском полку.
- Борис (1801—1854), выпускник Пажеского корпуса, поручик драгунского Нижегородского полка.
- Анна (1802—1875), с 1820 года фрейлина, с 1833 года замужем за генералом от артиллерии Михаилом Аполлоновичем Майковым (1799—1881), сыном поэта А. А. Майкова.
- Иван (1803—1855), выпускник Пажеского корпуса, унтер-офицер.
- Пётр (1806—1869), генерал-майор.
- Владимир (1807—1862)